# 328 a.C.
Il 328 a.C. (CCCXXVIII a.C. in numeri romani) è un anno  del IV secolo a.C.

## Eventi
- Alessandro Magno conduce impegnative operazioni militari nella Sogdiana
- Roma
  - Consolato Publio Plauzio Proculo e Publio Cornelio Scapula

## Morti
- Clito il Nero, militare macedone antico
- Erigio, militare macedone antico
- Mazeo, satrapo persiano (n. 385 a.C.)
- Spitamene, militare persiano (n. 370 a.C.)